# Hanumanus mauritiensis
Hanumanus mauritiensis is een keversoort uit de familie van de klopkevers (Ptinidae). De wetenschappelijke naam van de soort werd in 1898 gepubliceerd door Maurice Pic.